# Die Kraft der Schwachen
Die Kraft der Schwachen ist eine Sammlung, bestehend aus neun Erzählungen von Anna Seghers, die 1965 in Berlin erschien.
Die Erzählungen haben zwar rein inhaltlich überhaupt nichts miteinander zu tun, doch die alle Texte verbindende Klammer hat die Autorin in einem Interview erwähnt: „Ich erzähle von ganz unheroischen Menschen, die vielleicht… schwächlich wirken… Aber… sie widersetzen sich, und ihre Weigerung übt dann große Kraft aus.“ Eine zweite Klammer symbolisieren die flankierenden Geschichten Agathe Schweigert und Die Heimkehr des verlorenen Volkes vermöge eines Themas: Mexiko nimmt Antifaschisten – verlorenes Volk – aus Europa auf.
Der Titel stammt aus der Bibel. Paulus schreibt an die Korinther: „Meine Kraft ist in den Schwachen mächtig.“ In den Erzählungen Agathe Schweigert und Susi gibt sich Anna Seghers als Autobiographin zu erkennen. Das Schilfrohr wurde 1964 vorabgedruckt. 1990 wurde das unten nicht erwähnte Fragment Der gerechte Richter – vermutlich aus dem Jahr 1957 – postum hinzugefügt.

## Inhalt

### Agathe Schweigert
Der Rangierer Franz Schweigert hatte, nachdem er aus dem Kriege schwer verwundet nach Algesheim ins Rheinland heimgekehrt war, dort Agathe Denhöfer, Inhaberin eines Kurzwarenladens, geheiratet. Aus der Ehe war der Sohn Ernst hervorgegangen. Der Vater war den Kriegsfolgen bald erlegen. Ernst, ein ausgezeichneter Schüler, soll einmal Lehrer für Deutsch und Geschichte werden. Als er in Frankfurt am Main studiert, bekommt Agathe Schweigert Besuch von der Staatspolizei. Ernst hat Flugblätter verteilt. Die Mutter weiß von nichts. Sie stellt den Verkauf der „winzigen Hakenkreuze“ ein, veräußert ihren Besitz und begibt sich auf die Suche nach ihrem Sohn. Als sie ins Lazarett Albacete vorgedrungen ist, erhält sie endlich Nachricht. Ernst kämpft nach einer leichten Verwundung in einer deutschen Abteilung der Interbrigaden weiter. Der Kämpfer fällt. Agathe Schweigert arbeitet in einem Lazarett der Republikaner und flieht bald darauf nach Frankreich. Auf der Flucht vor den Deutschen verschlägt es sie auf die Antillen. Dort begegnet Agathe Schweigert im Frühjahr 1941 Anna Seghers.
- Verfilmung: 12. November 1972, DEFA: Die große Reise der Agathe Schweigert mit Helga Göring in der Titelrolle.
- Die große Reise der Agathe Schweigert bei IMDb
- Die große Reise der Agathe Schweigert im Lexikon des internationalen Films

### Der Führer
Nachdem die italienischen Faschisten gegen die äthiopische Zivilbevölkerung Giftgas eingesetzt haben, begeben sich drei italienische Geologen im Offiziersrang, von Addis Abeba kommend, in eine dortige Gebirgsgegend. Die Ausbeute diverser Bodenschätze soll vorbereitet werden. Nebenbei wollen die Herren privat Gold schürfen. Deswegen lassen sie sich von dem ortskundigen, Amharisch sprechenden jungen Ato in eine Felsenwüste führen, aus der es – wie sich schließlich herausstellt – keine Wiederkehr gibt. Alle vier „Goldsucher“ kommen auf einem einsamen schroffen Felsvorsprung um.
- Der Führer. S. 267–286 in Anna Seghers: Die schönsten Erzählungen. Ausgewählt von Christina Salmen. Mit einem Nachwort von Gunnar Decker (Jans muß sterben. Die Ziegler. Die schönsten Sagen vom Räuber Woynok. Sagen von Artemis. Das Obdach. Post ins Gelobte Land. Der Ausflug der toten Mädchen. Das Argonautenschiff. Der Führer). Aufbau Verlagsgruppe, Berlin 2008 (1. Aufl.), ISBN 978-3-351-03495-5
- Friedrich Albrecht: Versteinerte Welt. Zu Anna Seghers´ Novelle „Der Führer“ in: Argonautenschiff. Jahrbuch der Anna-Seghers-Gesellschaft Berlin und Mainz e.V., Aufbau-Verlag, Berlin 1999, S. 144–163[7]

### Der Prophet
In einem Lager hat ein Häftling berichtet, unter welchen Umständen der international vielgelesene Budapester Kriegsgegner und Journalist Stefan dort von der SS umgebracht worden war. Bereits während des Ersten Weltkrieges hatte Stefan den ersten Artikel gegen den Krieg publiziert. Vor Horthy nach Österreich geflohen, war Stefan später in Deutschland und Frankreich journalistisch gegen den Krieg tätig gewesen. Ein Charakterzug war ihm im Sommer 1940 in Paris zum Verhängnis geworden. Zwar konnte Stefan die politische Zukunft in Europa und teilweise über Europagrenzen hinaus ziemlich treffend prognostizieren und dem Zeitungsleser mit ausgesuchten Formulierungen plausibilisieren, doch die Tagesereignisse in seiner unmittelbaren Umgebung waren an ihm, nur unzureichend ernst genommen, vorbeigerauscht.

### Das Schilfrohr
Die kerngesunde junge Bäuerin Marta Emrich – „grobknochig, mit breitem und flachem Gesicht“ – steht allein da. Die Eltern sind verstorben, der Verlobte fällt an der Maginot-Linie und der jüngere Bruder an der Ostfront.
Einmal im Leben ist Marta die Liebe begegnet; als 26-Jährige im Spätsommer 1943: Marta bewirtschaftet ohne fremde Hilfe ihre Gemüsegärtnerei an einem der Seen im Berliner Umland. Da schleicht sich der Flüchtling Kurt Steiner in ihr bescheidenes Anwesen ein. Anfangs zurückweisend, nimmt Marta den Ankömmling dann doch mit in ihr frisches Bett. Kurz bevor die Feldpolizei auch Martas Grundstück nach Deserteuren durchkämmt, überredet Marta den Flüchtling zu einer Finte. Im seichten Uferwasser verbirgt sich Kurt auf dem Grunde des Sees, durch ein zurechtgeschnittenes Schilfrohr atmend.
Dieses Liebeserlebnis bleibt Episode. Nach dem Kriege kehrt der ältere Bruder heim und Marta heiratet den verwitweten Nachbarn Eberhard Klein. Beide leben mit Kleins Kind friedlich zusammen.
- 6. Oktober 1974, Deutscher Fernsehfunk, Fernsehfilm von Joachim Kunert: Das Schilfrohr mit Walfriede Schmitt als Marta und Klaus-Peter Thiele als Kurt.

### Wiedersehen
In dieser Totenklage erinnert sich der Kriegsteilnehmer Wolodja viele Jahre nach dem Kriege zweier Russen, die von den Deutschen nach dem 20. Oktober 1941 erschossen worden waren. Wolodja erzählt, wie er damals nächste Angehörige nach dem Verlust seines Schulfreundes, des Soldaten Sergej in der russischen Ortschaft G. und des Schuljungen Kostja in Rostow, tröstete. Er hatte Sergejs Mutter Ende 1941 in einem Brief über die Todesumstände ihres Sohnes belogen. Denn nichts war es in Wirklichkeit mit dem schönen, schnellen Tod gewesen. Wolodja beklagt seine damalige Schwäche. Sein Trost Jahre später zum Tode Kostjas kommt aus einer gefestigteren Gefühlslage heraus: „Wenn es solche wie ihn [wie Kostja] nicht gegeben hätte, wo stünden wir jetzt?“

### Das Duell
Ein paar Jahre nach 1945: Professor Winkelfried duelliert sich mit Karl Bötcher. Glücklicherweise gehen die beiden Physiker mit Worten, vornehmlich mit Überzeugungen, aufeinander los. Bötcher hat das Zuchthaus der Nationalsozialisten überlebt und will seine vier zwar extrem begriffsstutzigen, aber hartnäckigen Leute durch einen Geometrie-Lehrgang des Professors peitschen. Wer die Prüfung besteht, darf den nächsten Schritt auf dem Wege zum schwierigen, physikalisch angehauchten Studium gehen. Winkelfried und Bötcher kennen sich aus ihrer Dresdner Zeit. Im Mai 1933 hatte Winkelfried an der dortigen Technischen Hochschule ein mitläuferisches Bekenntnis zu den neuen Machthabern unterschrieben, das sich seinerzeit auch gegen Hochschulangehörige wie Bötcher gerichtet hatte. Bötcher und seine Leute werden von der Gegenpartei, also den Anhängern des Professors, Sozialisten genannt. Aus dem Kontext geht zwar nicht wörtlich, doch unzweideutig hervor, Anna Seghers meint künftige Betriebsleiter, sogenannte Kader der Partei. Natürlich gewinnen Bötcher und seine vier Mitstreiter den Kampf auf Biegen und Brechen.
- Das Duell. S. 297–329 in Anna Seghers: Post ins Gelobte Land. Erzählungen. Auswahl Ursula Emmerich. Illustrationen Günther Lück (Grubetsch. Bauern von Hruschowo. Die schönsten Sagen vom Räuber Woynok. Das Obdach. Post ins Gelobte Land. Der Ausflug der toten Mädchen. Das Argonautenschiff. Die Hochzeit von Haiti. Crisanta. Der Führer. Das Duell. Tuomas beschenkt die Halbinsel Sorsa. Sagen von Unirdischen. Steinzeit). Aufbau-Verlag, Berlin 1990 (1. Aufl.), ISBN 3-351-01653-0
- 15. Januar 1970, DEFA, Film von Joachim Kunert und Kurt Maetzig: Aus unserer Zeit bei IMDb mit Wolfgang Kieling als Bötcher und Otto Mellies als Prof. Winkelfried.
- Bühnenbearbeitung: 1985, Heiner Müller: Wolokolamsker Chaussee III

### Susi
In Frankreich musste sich Anna Seghers vor den deutschen Besatzern verbergen. Einmal kam sie für eine Nacht bei Susi, einer alten Freundin aus deutschen Kindertagen, unter. Nach dem Ersten Weltkrieg hatte Susi Mangold während der französischen Rheinlandbesetzung ihres Heimatortes Kronbach den Soldaten Jean kennen- und lieben gelernt. Sie ging schließlich mit ihm nach Courcelle. Susi hielt weiter zu Jean, als sie von seinem Freund Viktor erfuhr, Jean sei ein verheirateter Vater von zwei Kindern. Jean erkrankte und starb. Susi heiratete Viktor. Das Ehepaar beherbergte Anna Seghers. Jahre vorher hatten die Feuerkreuzler Jeans gepachtete Gastwirtschaft in Meudon kurz und klein geschlagen, nachdem Viktor das Lokal des Freundes mehrfach für seine Versammlungen genutzt hatte. Nach dem Tode des Geliebten zahlt Susi weiter den angerichteten Sachschaden ab. Neugebauer nennt den Text eine Geschichte von einer Liebe über den Tod hinaus.

### Tuomas beschenkt die Halbinsel Sorsa
Die Nachfahren vorzeitlicher Seefahrer überleben in einer unwirtlichen Felsenbucht der öden Sorsa-Halbinsel mit Mühe und Not. Im Frühjahr wird auf kargem Acker Korn ausgesät und im Herbst geerntet. Gelegentlich werden die Nester der Wildenten ausgenommen. Tuomas, der mit seiner Frau Aagi und den drei Kindern in schlechten Jahren Hunger leidet, macht es seinem Vater nach. Die Familie fertigt bunten Tand an; „fein geschnitzte, bunt gemusterte Teller und Töpfe, Pfeifen und Kreuze und Ketten“. Huckepack mit dem Schnickschnack zieht Tuomas über die Halbinsel ins herbstlich-raue Land hinein. Keiner will in dem schlechten Jahr den Trödel kaufen. Bitter enttäuscht, bereits auf dem Heimwege, findet Tuomas doch noch ein paar Käufer für seinen Krimskrams. Diese Bauern legen ihm zu der eingetauschten Wolle, dem Salz, Speck und Schnaps noch drei Säckchen Winterkorn für die Aussaat vor dem ersten Schnee als Gastgeschenk dazu. Tuomas muss sich sputen. Der Winter steht auch auf der Halbinsel Sorsa vor der Tür. Er zieht heim, pflügt und sät gerade noch kurz vor dem Wintereinbruch. Das Experiment gelingt. Tuomas´ Winterkorn gefriert nicht unterm Schnee. Im nächsten Herbst machen es ein paar Sorsa-Leute Tuomas nach. Anna Seghers schreibt: „Das Leben auf der Sorsa-Halbinsel wurde dadurch langsam ein wenig besser.“
- Tuomas beschenkt die Halbinsel Sorsa. S. 330–354 in Anna Seghers: Post ins Gelobte Land. Erzählungen. Auswahl Ursula Emmerich. Illustrationen Günther Lück. Aufbau-Verlag, Berlin 1990 (1. Aufl.), ISBN 3-351-01653-0

### Die Heimkehr des verlorenen Volkes
Die Mayas ziehen sich vor den spanischen Eroberern in den Urwald zurück. Nach Jahrhunderten der Flucht und des Sich-Versteckens vor dem übermächtigen Feind – die Spanier sind längst verjagt – folgen sie der Einladung des Präsidenten Cardenas nach Mexiko-Stadt, lehnen aber den Streifen Land an der pazifischen Seite Mesoamerikas als neue Heimat ab. Cardenas gesteht ihnen schließlich die alte Heimat Yucatán zu.

## Rezeption
Zeitgenossen
- 18. Juli 1966, Der Spiegel: Anna Seghers: Die Kraft der Schwachen
- Friedrich Albrecht: Die Kraft der Schwachen. Sinn und Form 3 (1966)

Neuere Äußerungen
- Der Bearbeiter in Barners Literaturgeschichte stellt die Sammlung lobend in eine Reihe mit Das Licht auf den Galgen und Das wirkliche Blau. Allen drei Texten ist die „Nüchternheit, Dichte und Bildhaftigkeit der großen Prosa“[14] gemeinsam.

### Erstausgaben
- Anna Seghers: Die Kraft der Schwachen. Neun Erzählungen. Aufbau Verlag, Berlin 1965, 181 Seiten
- Anna Seghers: Die Kraft der Schwachen. Neun Erzählungen. Luchterhand, Neuwied 1966, 205 Seiten

### Ausgaben
- Die Kraft der Schwachen. S. 5–185 in: Anna Seghers: Erzählungen 1963–1977. (Die Kraft der Schwachen. Das wirkliche Blau. Überfahrt. Sonderbare Begegnungen (Sagen von Unirdischen. Der Treffpunkt. Die Reisebegegnung) Steinzeit. Wiederbegegnung) Band XII. Gesammelte Werke in Einzelausgaben. Aufbau-Verlag, Berlin 1981 (2. Aufl.), 663 Seiten, ohne ISBN (verwendete Ausgabe)
- Anna Seghers: Die Kraft der Schwachen. Neun Erzählungen. Luchterhand Literaturverlag, 1988, ISBN 978-3-630-61469-4
- Anna Seghers: Die Kraft der Schwachen. Neun Erzählungen. Aufbau Verlag (Aufbau Taschenbuch Bd. 5155), Berlin 1994, ISBN 3-7466-5155-7

### Sekundärliteratur
- Heinz Neugebauer: Anna Seghers. Leben und Werk. S. 180–189. Mit Abbildungen (Wissenschaftliche Mitarbeit: Irmgard Neugebauer, Redaktionsschluss 20. September 1977). 238 Seiten. Reihe „Schriftsteller der Gegenwart“ (Hrsg. Kurt Böttcher). Volk und Wissen, Berlin 1980, ohne ISBN
- Ute Brandes: Anna Seghers. S. 82. Colloquium Verlag, Berlin 1992. Bd. 117 der Reihe „Köpfe des 20. Jahrhunderts“, ISBN 3-7678-0803-X
- Andreas Schrade: Anna Seghers. S. 128–130. Metzler, Stuttgart 1993 (Sammlung Metzler Bd. 275 (Autoren und Autorinnen)), ISBN 3-476-10275-0
- Andreas Schrade: Entwurf einer ungeteilten Gesellschaft. Anna Seghers' Weg zum Roman nach 1945. S. 127–131. Aisthesis Verlag, Bielefeld 1994, ISBN 3-925670-89-0
- Wilfried Barner (Hrsg.): Geschichte der deutschen Literatur. Band 12: Geschichte der deutschen Literatur von 1945 bis zur Gegenwart. C. H. Beck, München 1994, ISBN 3-406-38660-1
- Sonja Hilzinger: Anna Seghers. Mit 12 Abbildungen. Reihe Literaturstudium. Reclam, Stuttgart 2000, RUB 17623, ISBN 3-15-017623-9

## Anmerkung
1. ↑  Zwar fallen die Begriffe Yucatán und Maya in Anna Seghers´ Legende nicht, doch von den weißen Spaniern sowie von Juarez, dem Land Mexiko, Cardenas – dem Präsidenten in Mexiko-Stadt – sowie von einer Halbinsel auf der atlantischen Seite Mesoamerikas als Urheimat der nicht benannten braunen Ureinwohner ist die Rede.